# Andréi Nikitin
Andréi Grigórievich Nikitin (en ruso: Андрей Григорьевич Никитин; Kachalinskaya, 28 de septiembre de 1891 - Simferópol, 4 de febrero de 1957) fue un oficial militar soviético. 
Reclutado en el Ejército Imperial Ruso justo antes de la Primera Guerra Mundial, Nikitin luchó en la guerra como suboficial en un regimiento de caballería cosaca. Se unió al Ejército Rojo durante la guerra civil rusa y sirvió como subcomandante de regimiento en una división del 1.er Ejército de Caballería. Posteriormente, durante la década de 1920,  comandó un regimiento de caballería y ascendió al mando de una división de caballería en la década de 1930. Al inicio de la Operación Barbarroja, comandaba el 20.º Cuerpo Mecanizado en Bielorrusia. Tras sufrir graves pérdidas en la batalla de Białystok-Minsk, resultó herido y fue evacuado durante el asedio de Maguilov. No volvió a ocupar un puesto de mando en combate durante el resto de la guerra y sirvió como subcomandante de ejército, inspector de caballería, comandante de brigada de reserva y subcomandante de división. Se retiró poco después del final de la Segunda Guerra Mundial. 

## Biografía

### Infancia y juventud
Nikitin nació en el seno de una familia de campesinos el 28 de septiembre de 1891 en el jútor de Jlebny, en la stanitsa de Kachalinskaya de la óblast del Voisko del Don —actualmente situado en el óblast de Volgogrado en Rusia—, donde completó la escuela primaria. Fue reclutado por el Ejército Imperial Ruso en enero de 1913 y se graduó en el destacamento de entrenamiento del 4.º Regimiento Cosaco del Don ese mismo año. Durante la Primera Guerra Mundial, luchó en el Frente Occidental con el regimiento como ryadovoy, uriádnik y comandante de pelotón. Tras regresar del frente en febrero de 1918, se convirtió en presidente del comité revolucionario del Segundo Distrito del Don en Kachalinskaya.
Se unió al Ejército Rojo en mayo de 1918 durante la guerra civil rusa y poco después se convirtió en comandante de una sotnia del 5.º Regimiento cosaco soviético en el Frente de Tsaritsyn, luego, en octubre de ese mismo año, asumió el mando de un escuadrón del 4.º Regimiento de Caballería Campesino de la Brigada bajo el mando de Bulatnikov. En enero de 1919, ocupó el puesto de comandante asistente del 22.º Regimiento de Caballería de Vorónezh de la División de Caballería independiente (renombrada como 4.ª División de Caballería a partir de marzo) del 10.º Ejército. La división pasó a formar parte del Cuerpo de Caballería de Semión Budionni en junio de 1919, que se expandió como el 1.er Ejército de Caballería en noviembre de ese año. Con la división, Nikitin luchó en el Frente Sur en la batalla de Tsaritsin y en el territorio del óblast del Don en varias operaciones y batallas.
Desde mayo de 1920, él y su división, junto con el ejército, lucharon en la guerra polaco-soviética en el Frente Suroccidental, en operaciones en dirección a Zhitómir, Novohrad-Volinski, Leópolis y en la zona de Zamość. Tras el final de la guerra, el 1.er Ejército de Caballería fue transferido al Frente Sur para luchar contra el Ejército Blanco de Piotr Wrangel. Nikitin participó en los combates en el norte de Táurica y Crimea en octubre y en la eliminación del Ejército Revolucionario Insurreccional de Ucrania en noviembre. Por su valentía en combate, fue condecorado con la Orden de la Bandera Roja en 1920.

### Periodo de entreguerras
Tras el fin de la guerra, continuó sirviendo en la 4.ª División de Caballería como comandante del 21.º Regimiento de Caballería Don-Stávropol. Entre noviembre de 1924 y agosto de 1925 estudió en el Curso de Perfeccionamiento para Oficiales de Caballería de la Escuela Militar Superior de Moscú y luego, entre noviembre de 1929 y abril de 1930, en el Curso de Perfeccionamiento para Oficiales de Caballería de Novocherkask.
Nikitin ingresó en la Academia Militar Frunze en febrero de 1932 y, tras graduarse en su facultad especial en noviembre de 1934, se convirtió en subcomandante de la 11.ª División de Caballería de Oremburgo. Cuando el Ejército Rojo reintrodujo los rangos militares personales en 1935, recibió el grado de kombrig el 26 de noviembre de ese año. En junio de 1937, fue transferido al mismo puesto en la 6.ª División de Caballería y, en diciembre de ese mismo año, asumió el cargo de comandante interino de la 11.ª División de Caballería.
Desde abril de 1939, comandó la 4.ª División de Caballería, perteneciente al 6.º Cuerpo de Caballería del Distrito Militar Especial de Bielorrusia y ascendió a comandante el 4 de noviembre de ese mismo año. Ascendió a mayor general cuando el Ejército Rojo introdujo el rango de general el 4 de junio de 1940 y asumió el mando del 20.º Cuerpo Mecanizado del Distrito Militar Especial Oeste (antiguo Distrito Militar Especial de Bielorrusia), formado a partir de la 4.ª División de Caballería, en febrero de 1941.

### Segunda Guerra Mundial

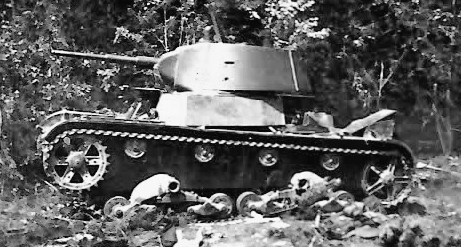
Un T-26 destruido durante la batalla de Białystok-Minsk, este tipo de blindado equipaba el 20.º Cuerpo Mecanizado de Nikitin.

Tras el inicio de la invasión alemana de la Unión Soviética, el 22 de junio de 1941, Nikitin lideró el cuerpo en la batalla de Białystok-Minsk como parte del Frente Oeste de Dmitri Pávlov. El cuerpo luchó en la zona de Pujovići, a orillas del río Berézina, y al norte de Babruisk. Tras perder todos sus tanques en un contraataque fallido, el cuerpo se retiró a Maguilov, cuya guarnición Nikitin comandó durante el asedio de Maguilov hasta que resultó herido en combate y fue evacuado el 16 de julio.
Tras la destrucción del cuerpo, fue nombrado subcomandante del 49.º Ejército. En este puesto, participó en la operación defensiva de Mozhaisk-Maloyaroslavets, las ofensivas de Tula y Kaluga durante la Batalla de Moscú y la ofensiva de Rzhev-Viazma. Después, en marzo de 1942, asumió el puesto de inspector de la caballería del Frente de Briansk. El inspector de caballería del Ejército Rojo, el general Oka Gorodovikov, evaluó el desempeño de Nikitin en este puesto como el de un «comandante disciplinado y exigente capaz de inculcar una disciplina militar férrea», evaluación que se hizo antes de que Nikitin fuera a Moscú el 1 de agosto.
A pesar de la positiva evaluación de Gorodovikov, Nikitin no volvió a recibir un puesto de mando de combate, sino que fue enviado al Distrito Militar de los Urales en octubre para formar la 3.ª Brigada de Fusileros de Entrenamiento en Tiumén, de la que fue nombrado comandante. En mayo de 1943, estuvo a disposición del Departamento de Cuadros del Ejército Rojo y se convirtió en comandante de la 5.ª Brigada de Caballería de Reserva del Distrito Militar del Cáucaso Norte en octubre de ese mismo año. Su desempeño al mando de la brigada fue calificado de insatisfactorio por «no haber establecido una relación adecuada con los oficiales de la brigada», lo cual se «reflejó en el entrenamiento de combate de la brigada», y como resultado, fue relevado en junio de 1944, quedando a disposición del comandante en jefe de la caballería del Ejército Rojo. hasta agosto de ese mismo año cuando fue enviado de vuelta al frente como subcomandante de la 32.ª División de Caballería del 3.er Cuerpo de Caballería de la Guardia del 2.º Frente Bielorruso, con el que participó en la ofensiva de Prusia Oriental. Otra evaluación negativa, que lo acusaba de «demostrar su bajo entrenamiento al permitir que los comandantes del regimiento retiraran unidades de las posiciones capturadas» durante la ofensiva, resultó en su relevo en febrero de 1945. A partir de entonces fue relegado al puesto de inspector interino de caballería del 2.º Frente Ucraniano, puesto en el que permaneció hasta el final de la guerra.

### Posguerra
Después del final de la guerra fue puesto nuevamente a disposición del comandante en jefe de la Caballería del Ejército Rojo y se retiró del servicio activo en abril de 1946. Murió el 4 de febrero de 1957 en Simferópol.

## Promociones
- Kombrig (26 de noviembre de 1935)
- Komdiv (4 de noviembre de 1939)
- Mayor general (4 de junio de 1940)[5]

## Condecoraciones
A lo largo de su carrera militar Nikitin recibió las siguientes condecoraciones:
|  | Orden de Lenin (21 de febrero de 1945)                                           |
|  | Orden de la Bandera Roja, dos veces (1923 y 3 de noviembre de 1944)              |
|  | Medalla por la Victoria sobre Alemania en la Gran Guerra Patria 1941-1945 (1945) |
|  | Medalla del 20.º Aniversario del Ejército Rojo de Obreros y Campesinos           |
|  | Medalla del 30.º Aniversario de las Fuerzas Armadas de la URSS                   |